# William Smith O’Brien

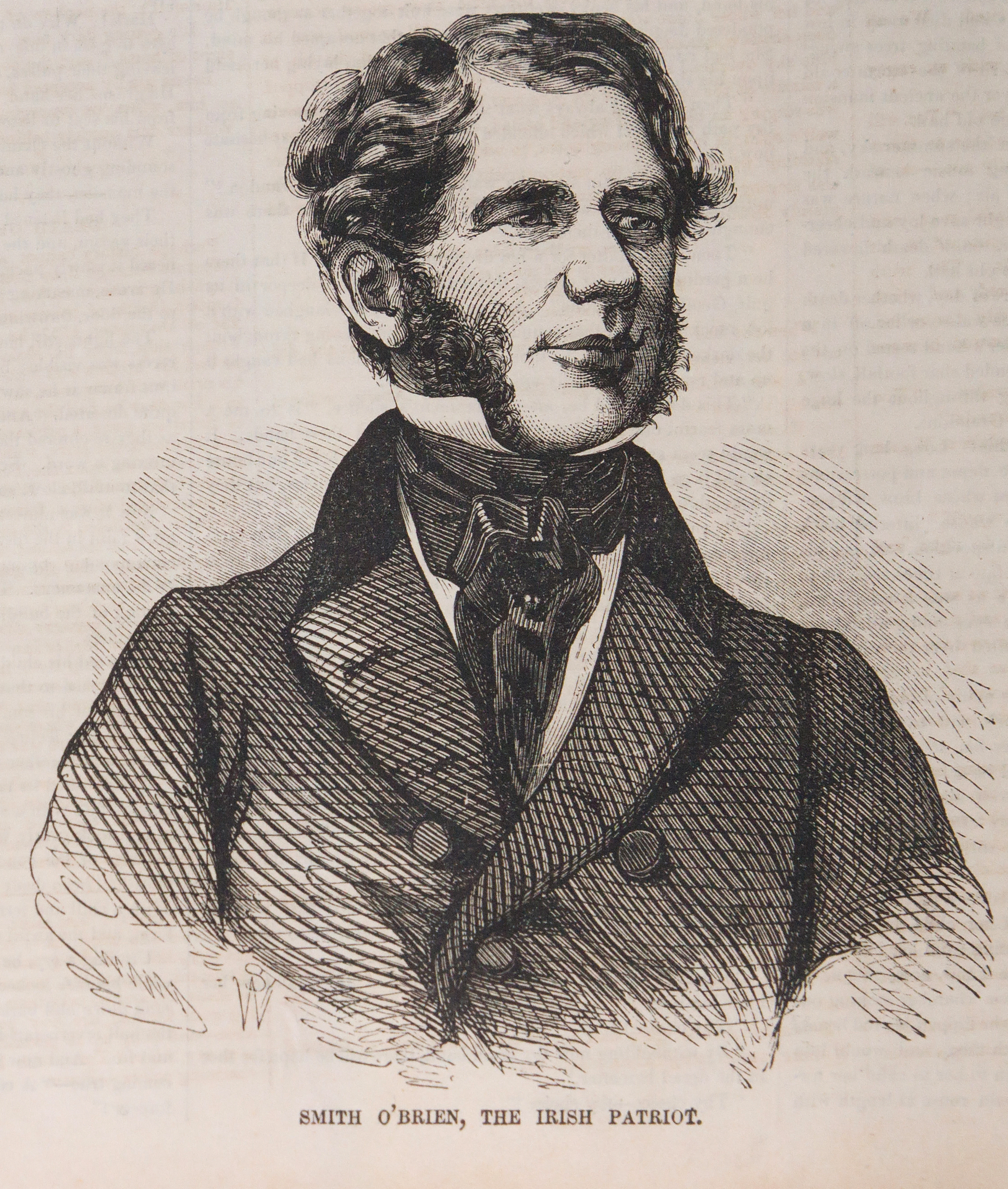
William Smith O’Brien

William Smith O’Brien (irl. Liam Mac Gabhann Ó Briain; ur. 17 października 1803, zm. 18 czerwca 1864) – irlandzki polityk i przywódca ruchu Młodej Irlandii.

## Życiorys

### Młodość
Urodzony w Dromoland w hrabstwie Clare, rezydencji rodu O’Brien hr. Clare, jako drugi syn Edwarda O’Brien, jako drugie imię przyjął nazwisko panieńskie matki, Smith. Był potomkiem Ard Rí (arcykróla Irlandii) z XI w., Briana Boru, ale rodzina jego była lojalna wobec Korony Brytyjskiej. Otrzymał staranną edukację typową dla brytyjskich klas wyższych, w Harrow i w Trinity College na Uniwersytecie Cambridge.

### Polityka
Rozpoczął karierę parlamentarną jako konserwatywny poseł z Ennis (1828–1831). Od 1835 do 1848 był posłem z miasta Limerick.
Pomimo że był protestantem, wcześnie udzielił poparcia ruchowi emancypacji katolików (pozostając zwolennikiem unii brytyjsko-irlandzkiej). Już jednak w 1843, w proteście przeciwko uwięzieniu Daniela O’Connella, wstąpił do jego Stowarzyszenia Odwołania Unii (Repeal Association). Jego gest był manifestacją solidarności Irlandczyków pomimo różnic religijnych i społecznych, co było charakterystyczne dla ducha Młodej Irlandii. Pomimo jego agitacji jednak, większość innych ziemian, przeważnie pochodzenia angielskiego bądź szkockiego nie podążyła w jego ślady. Trzy lata później, rozczarowany działaniami O’Connella, pociągnął innych Młodoirlandczyków do wystąpienia ze Stowarzyszenia.
W 1847 razem z Thomasem F. Meagherem założył Konfederację Irlandzką. W tym czasie w Irlandii panował wielki głód. Głód był częścią ogólnoeuropejskiego kryzysu urodzaju, ale jego skutki wystąpiły najostrzej w Irlandii, o co działacze narodowi oskarżali rząd w Londynie.
W marcu 1848 delegacja Młodoirlandczyków z O’Brienem na czele odwiedziła Francję, w której w lutym rewolucja obaliła rządy Ludwika Filipa. Zostali przyjęci kurtuazyjnie, ale nie było mowy o ewentualnej pomocy Francji dla Irlandii. Jednakże O’Brien, podobnie jak pozostali, był pod wrażeniem nastrojów we Francji i europejskiej Wiosny Ludów; pełni entuzjazmu Młodoirlandczycy rozpoczęli przygotowania do powstania, do którego nie istniało zaplecze militarne ani finansowe.

### Powstanie i zesłanie

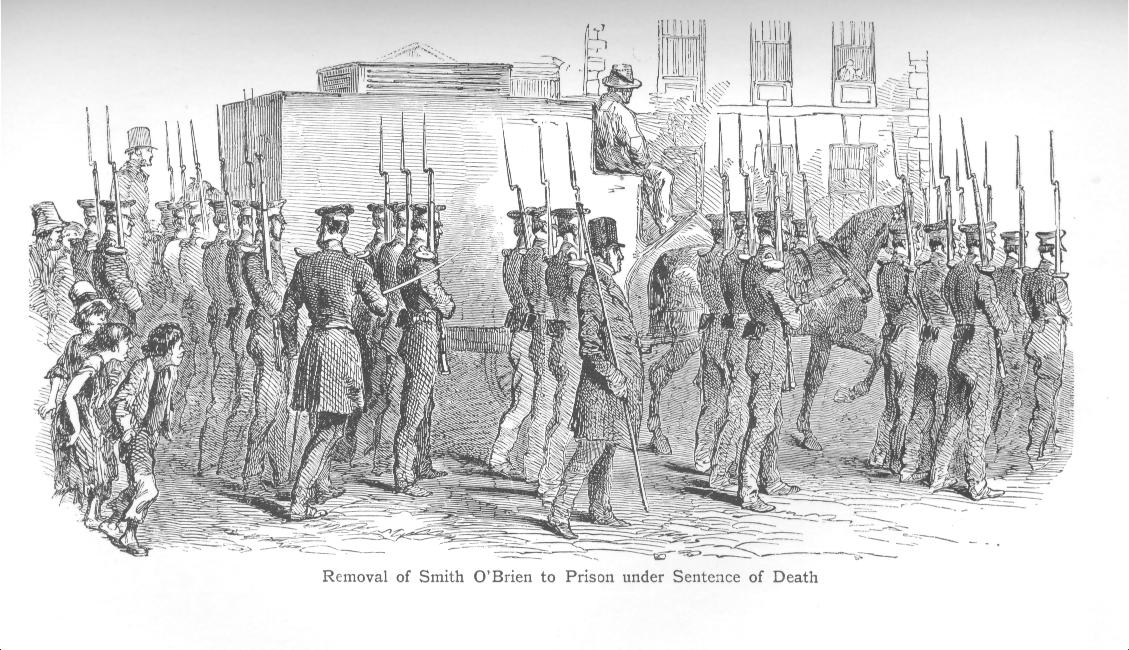
Przewiezienie Williama Smitha O’Briena do więzienia (1848)

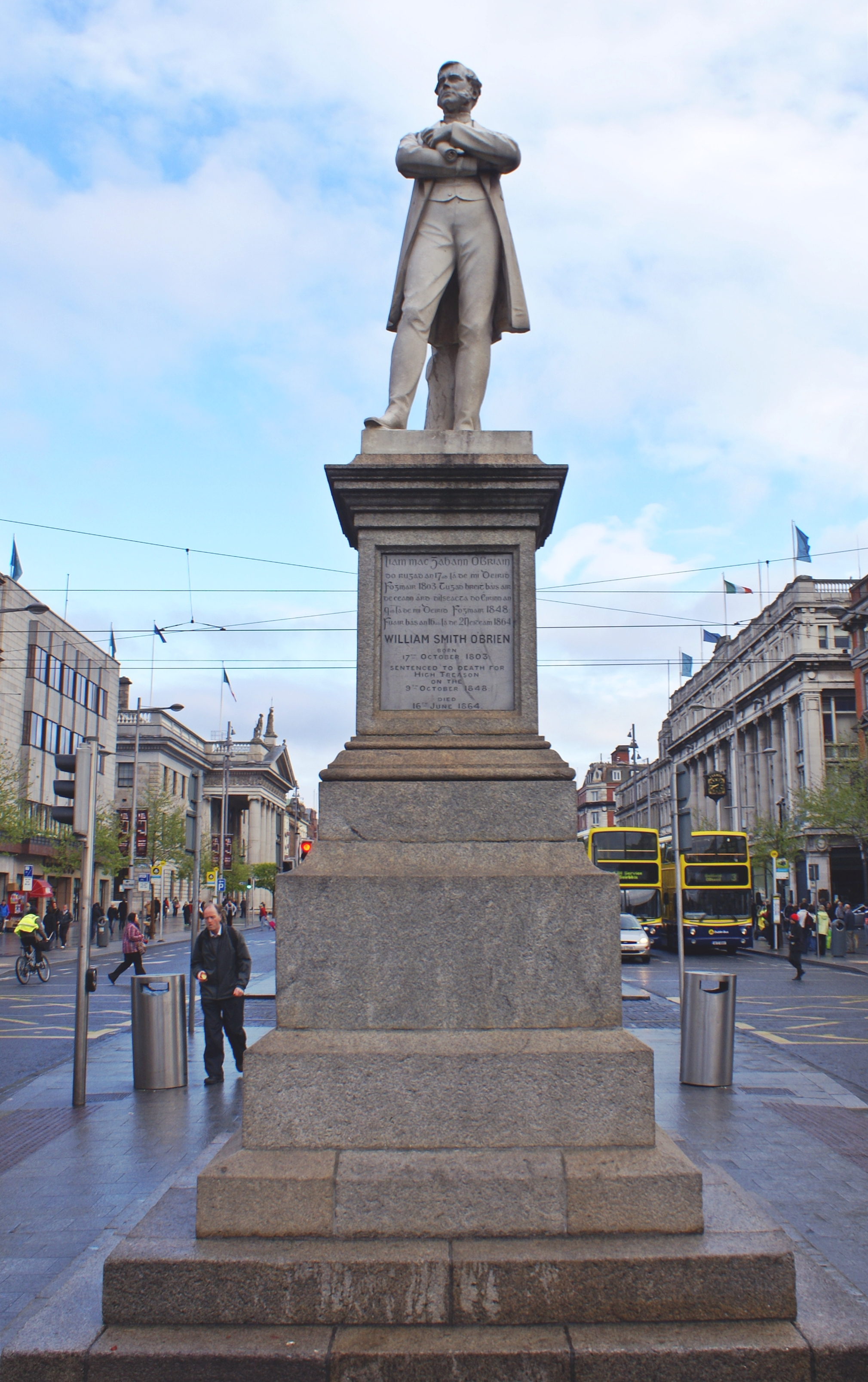
Pomnik O’Briena na O’Connell Street w Dublinie

Przywódcy Młodej Irlandii próbowali wywołać powstanie na południu kraju, w prowincji Munster, skąd pochodził O’Brien. Próba ta okazała się prawie całkowicie nieudana i sprowadziła się do sporadycznych aktów partyzanckich. 29 lipca 1848 O’Brien pokierował potyczką grupy wieśniaków przeciwko oddziałowi konstabli brytyjskich w wiosce Ballingarry w hrabstwie Tipperary i został zmuszony do odwrotu, gdy konstable użyli miejscowych dzieci jako zakładników.
Aresztowany kilka dni później, stanął przed sądem razem z innymi przywódcami ruchu i został jako pierwszy skazany na karę śmierci przez poćwiartowanie, którą pół roku później zamieniono na bezterminowe zesłanie do Ziemi van Diemena (Tasmania); podobnie stało się z pozostałymi.
O’Brien próbował uciec z kolonii karnej na Maria Island, jednakże został pojmany i osadzony w więzieniu na lądzie stałym. Przebywał na Tasmanii do 1854, kiedy na skutek zarówno zmiany warunków politycznych jak i licznych petycji na rzecz jego uwolnienia otrzymał najpierw warunkowe uwolnienie, a później ułaskawienie. Pozwolono mu wrócić do Irlandii w 1856, jednakże nie powrócił już do czynnej aktywności politycznej.

### Ostatnie lata życia i podróż do Polski
Jego poglądy zmieniły się niewiele: nie wierzył w działalność polityczną w ramach instytucji brytyjskich jako nieskuteczną, ani w walkę zbrojną, jako na tym etapie historii Irlandii niemożliwą. Jednakże często zabierał głos w sprawach publicznych na łamach gazet, wygłaszał także wykłady. Był również członkiem Towarzystwa Osjańskiego (Ossianic Society), zajmującego się edycją rękopisów irlandzkich.
Dużo podróżował, nie tylko do Ameryki, lecz także do Europy Środkowej, gdzie interesowały go Węgry i Polska.
W maju 1863 odbył podróż po Polsce i Litwie (Kraków – Warszawa – Grodno – Wilno – Kowno), po której opublikował dwie broszury popierające powstanie styczniowe i zaangażował się w działalność propolską w Dublinie.
Zmarł 18 czerwca 1864 w Bangor (Walia).
W 1870 dzięki zbiórce publicznej na D’Olier Street w Dublinie wzniesiono pomnik O’Briena, przeniesiony w 1929 na bardziej reprezentcyjną O’Connell Street.